# Cato Reef
Cato Reef är ett rev i Korallhavsöarna i Australien. På revet ligger Cato Island.